# Echarri
Echarri – gmina w Hiszpanii, w Nawarze, o powierzchni 2,29 km². W 2011 roku gmina liczyła 72 mieszkańców.